# Marek Strzaliński
Marek Strzaliński (ur. 7 października 1947 w Siedlcach) – polski polityk, poseł na Sejm V kadencji, były wojewoda podlaski.

## Życiorys
W 1974 ukończył studia na Akademii Rolniczej w Lublinie (z wykształcenia lekarz weterynarii). Pracę w zawodzie rozpoczął w Powiatowym Zakładzie Weterynarii w Siedlcach. Następnie pełnił funkcję ordynatora w Państwowej Lecznicy dla Zwierząt w Mordach. W latach 1975–1980 był kierownikiem lecznicy w Jasionówce, a od 1980 do 1984 kierownikiem Oddziału Terenowego Wojewódzkiego Zakładu Weterynarii w Łomży.
W latach 1979–1990 był członkiem PZPR. Od 1984 sprawował funkcję sekretarza KW PZPR w Łomży odpowiedzialnego za rolnictwo i sprawy organizacyjne, był także członkiem egzekutywy Komitetu Wojewódzkiego PZPR w Łomży. Od 16 października 1986 do sierpnia 1990 pełnił funkcję wojewody łomżyńskiego. Na początku lat 90. pracował w sektorze prywatnym. Od 1994 do 1998 pełnił funkcję dyrektora Wojewódzkiego Zakładu Weterynarii – wojewódzkiego lekarza weterynarii w Łomży. W latach 1999–2001 kierował przedsiębiorstwem prywatnym.
Od 1998 do 2001 był radnym sejmiku podlaskiego I kadencji. W 1999 przystąpił do SLD, zasiadał w Radzie Krajowej, w latach 2003–2004 był przewodniczącym zarządu wojewódzkiego w Białymstoku. Od października 2001 do października 2005 pełnił funkcję wojewody podlaskiego. W wyborach parlamentarnych w 2005 uzyskał mandat poselski z listy Sojuszu Lewicy Demokratycznej w okręgu łódzkim, otrzymując 10 045 głosów. W przedterminowych wyborach w 2007 bez powodzenia ubiegał się o reelekcję z listy Lewicy i Demokratów.

## Odznaczenia
Odznaczony estońskim Orderem Białej Gwiazdy II klasy (2002), Złotym Krzyżem Zasługi oraz Medalem 40-lecia Ludowej Republiki Bułgarii.